# لیبریتسه
لیبریتسه (به چکی: Libřice) یک منطقهٔ مسکونی در جمهوری چک است که در ناحیه هرادتس کرالووه واقع شده‌است. لیبریتسه ۲۷۶ نفر جمعیت دارد.